# Microgravity Science Glovebox

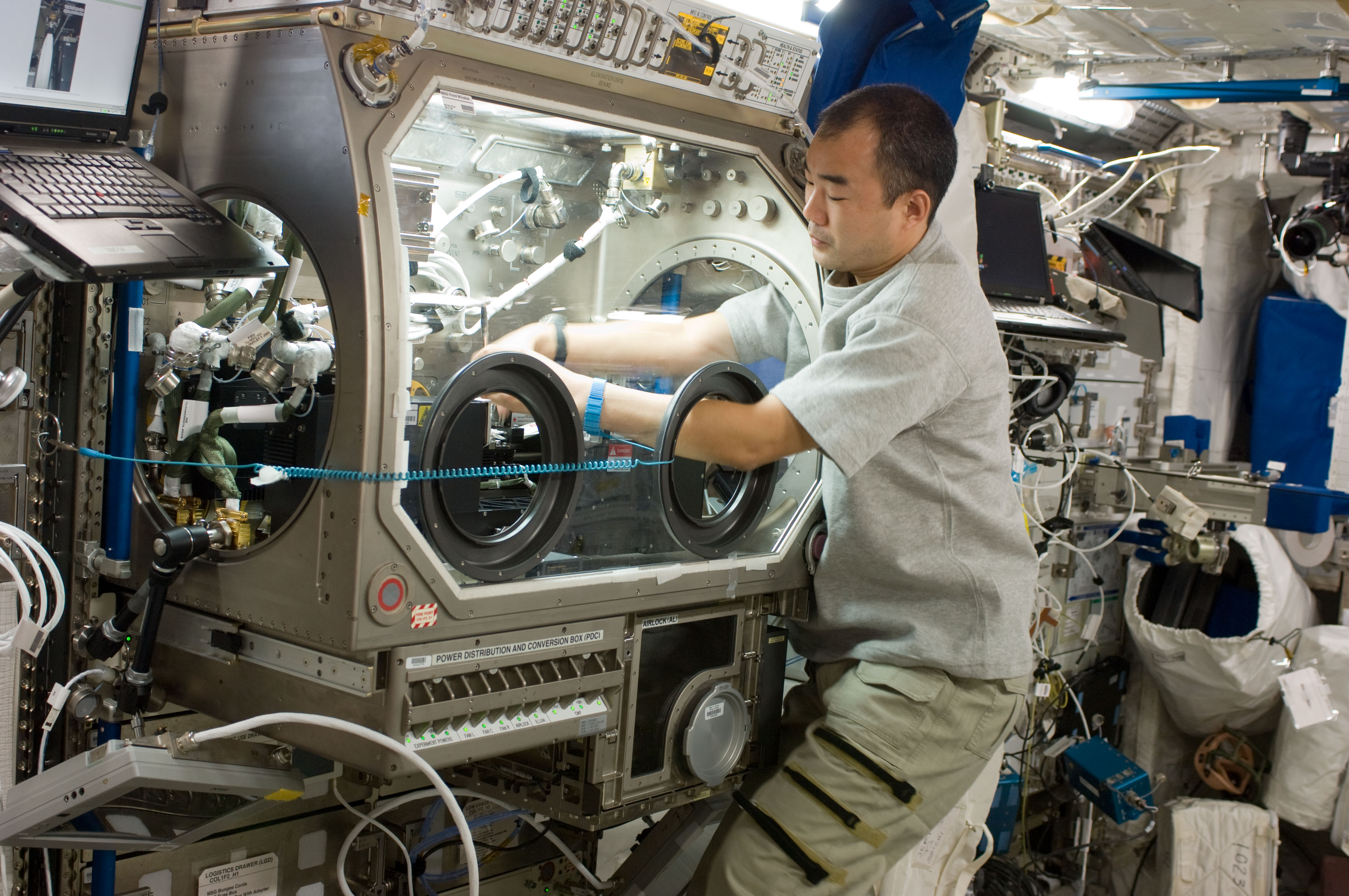
Sōichi Noguchi an der Microgravity Science Glovebox (ISS-Expedition 22)

Die Microgravity Science Glovebox (MSG) ist eine Nutzlast in Form eines International Standard Payload Racks, die im europäischen Forschungslabor Columbus auf der Internationalen Raumstation (ISS) installiert ist. Das Kernelement des Racks ist ein großer Handschuhkasten, durch den es den Raumfahrern ermöglicht wird, Experimente unter der in der Umlaufbahn der Raumstation geringen Gravitation (Mikrogravitation) in einer kontrollierten und vollständig isolierten Umgebung durchzuführen.
Das Experimentiermodul wurde im Juni 2002, lange vor dem Start von Columbus, mit der Mission STS-111 durch die Raumfähre Endeavour ins All befördert. Es befand sich während des Fluges im MPLM Leonardo und wurde danach im US-Forschungsmodul Destiny installiert. Nach dem Start von Columbus im Februar 2008 wurde die Microgravity Science Glovebox aus dem Forschungsmodul Destiny entfernt und im Columbus-Modul installiert. Im Oktober 2010 wurde MSG wieder zurück transferiert und ist nun wieder ein Bestandteil des Destiny-Labors.
Das Experimentiervolumen umfasst 255 Liter, in denen durch das Modul konstante Bedingungen wie Lufttemperatur, Luftzirkulation und Luftdruck sowie Kühlung bereitgestellt werden. Durch eine Luftschleuse mit 40 Litern Volumen können Objekte von bis zu 40 cm Durchmesser in den Handschuhkasten befördert werden. Außerdem umfasst das Experimentiermodul Einrichtungen zur Aufnahme und Speicherung von Videos, um die Experimente zu dokumentieren.
Die Microgravity Science Glovebox wurde von EADS Astrium in Bremen gebaut.